# Dilvanda Faro
Dilvanda Furtado Faro (Bujaru, 8 de maio de 1969), é uma agricultora, sindicalista e política brasileira filiada ao Partido dos Trabalhadores (PT). Atualmente é deputada federal pelo Pará.

## Biografia
Nasceu em Bujaru, cidade do interior do Pará, filha de Raimundo Rodrigues Furtado e Elza Nascimento Furtado. Na década de 1980, envolveu-se na política por meio da juventude católica de esquerda em meio as pastorais da juventude. Filiou-se ao Partido dos Trabalhadores (PT).
É casada com o também político petista e senador paraense, Beto Faro.

### Carreira política
Em 2012, concorreu ao cargo de prefeita na cidade de Acará, município no interior do Pará, tendo conquistado 10.001 votos, porém foi derrotada para o candidato Mota Júnior (PMDB). Na eleição seguinte, no ano de 2016, concorreu novamente ao cargo de prefeita, recebendo 9.724 votos e sendo derrotada para Amanda Martins (PSDB).
No ano de 2018, concorreu ao cargo de deputada estadual pelo Pará e foi eleita com 43.796 votos. Em 2022, se candidatou ao cargo de deputada federal e foi eleita com 150.065 votos.

## Desempenho eleitoral
| Ano  | Cargo                       | Votos   | Resultado  | Ref.   |
| ---- | --------------------------- | ------- | ---------- | ------ |
| 2012 | Prefeita de Acará           | 10.001  | Não Eleita | [ 12 ] |
| 2016 | Prefeita de Acará           | 9.724   | Não Eleita | [ 13 ] |
| 2018 | Deputada estadual pelo Pará | 43.796  | Eleita     | [ 14 ] |
| 2022 | Deputada federal pelo Pará  | 150.065 | Eleita     | [ 10 ] |